# Fehér-hegy (Pilisborosjenő)
A Fehér-hegy egy 288 méter magas hegy a Dunazug-hegyvidéken, a Pilis hegységben, annak déli részén. Annak a hegysornak a része, a Köves-bérccel és más, kevéssé ismert nevű vagy névtelen kiemelkedésekkel együtt, amelyek a Kevélyek déli előhegyeinek számítanak. Lényegében a hegy tömbjének egésze a Pest vármegyei Pilisborosjenő közigazgatási területén, annak nyugati szélén terül el.
A hegy Pilisborosjenő központja felől kényelmes, de aránylag hosszú sétával közelíthető meg. Sokkal rövidebb, viszont meglehetősen meredek útvonalon lehet feljutni a csúcsra déli irányból, Solymár felől, a Solymári-völgyben húzódó Határ-réti-árkot kísérő murvás földútról. E földút képezi ezen a szakaszon a közigazgatási határt Solymár és Pilisborosjenő között, a hegy felőli ingatlanok Pilisborosjenő Alsótelep községrészéhez tartoznak, és a csúcs felé vezető Ölyv utcáról fel lehet kapaszkodni a hegyre. A jelzett turistautak, hosszabb túraútvonalak nagyrészt elkerülik a hegyet.
A hegy területének nagy része erdőborítású, főleg mészkedvelő fajösszetételű középhegységi erdők borítják. A hegytömb Pilisborosjenőhöz közelebbi részén korábban több murvabánya is működött. A  csúcstól nem messzire északkeleti irányban épült fel filmes díszletként az Egri vár hű mása, amely ma is turistalátványosság. Az épület egyébként az Egri csillagok című film 1968-as forgatásához készült, s a filmben több olyan jelenet van, amelyet a hegy térségében, leginkább annak kopár északkeleti-keleti lejtőjén forgattak, vagy a háttérben látszik ez a terület.

## Képgaléria

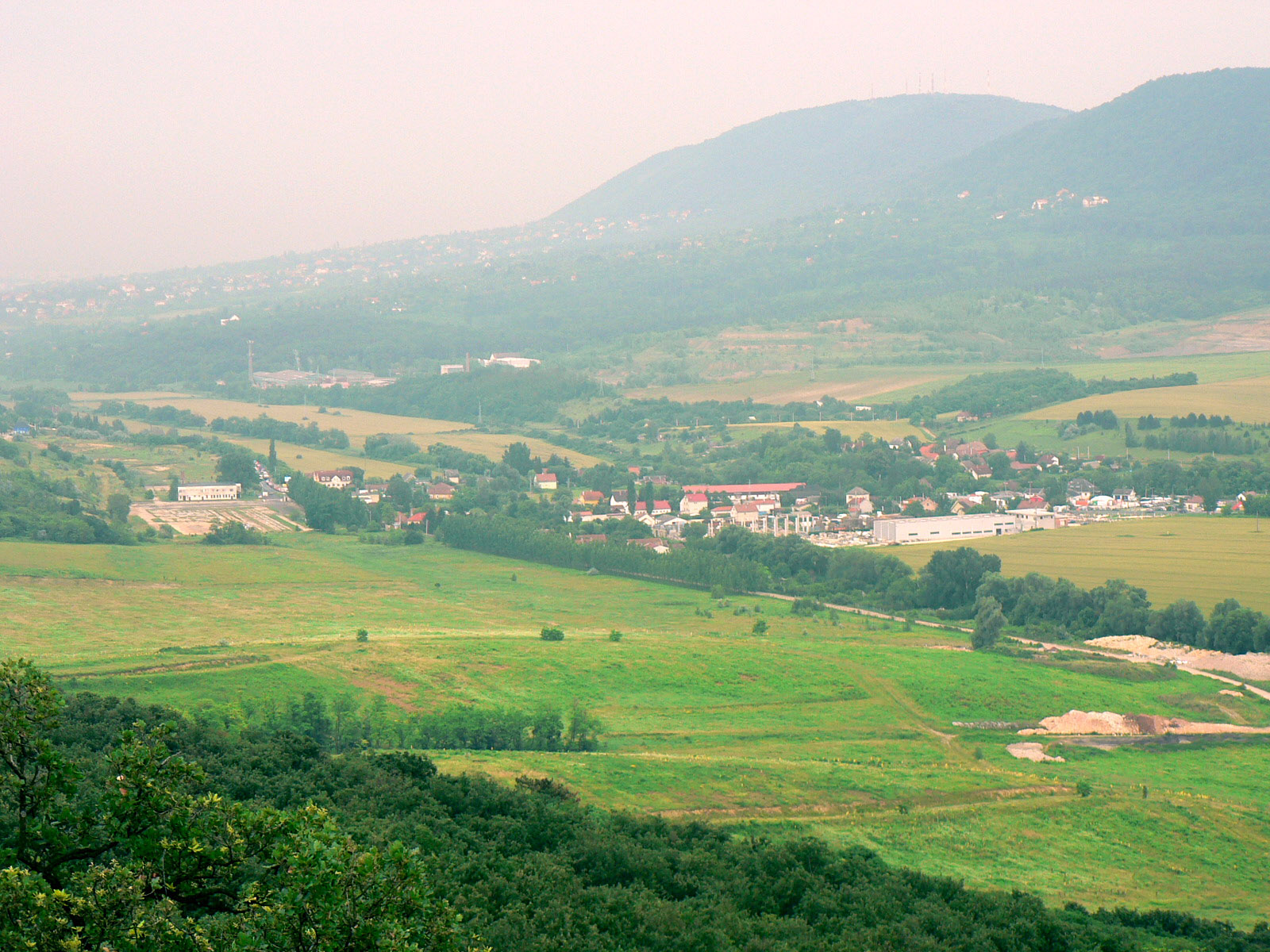
Kilátás a csúcsról Solymár szarvasi településrésze és Óbuda irányába
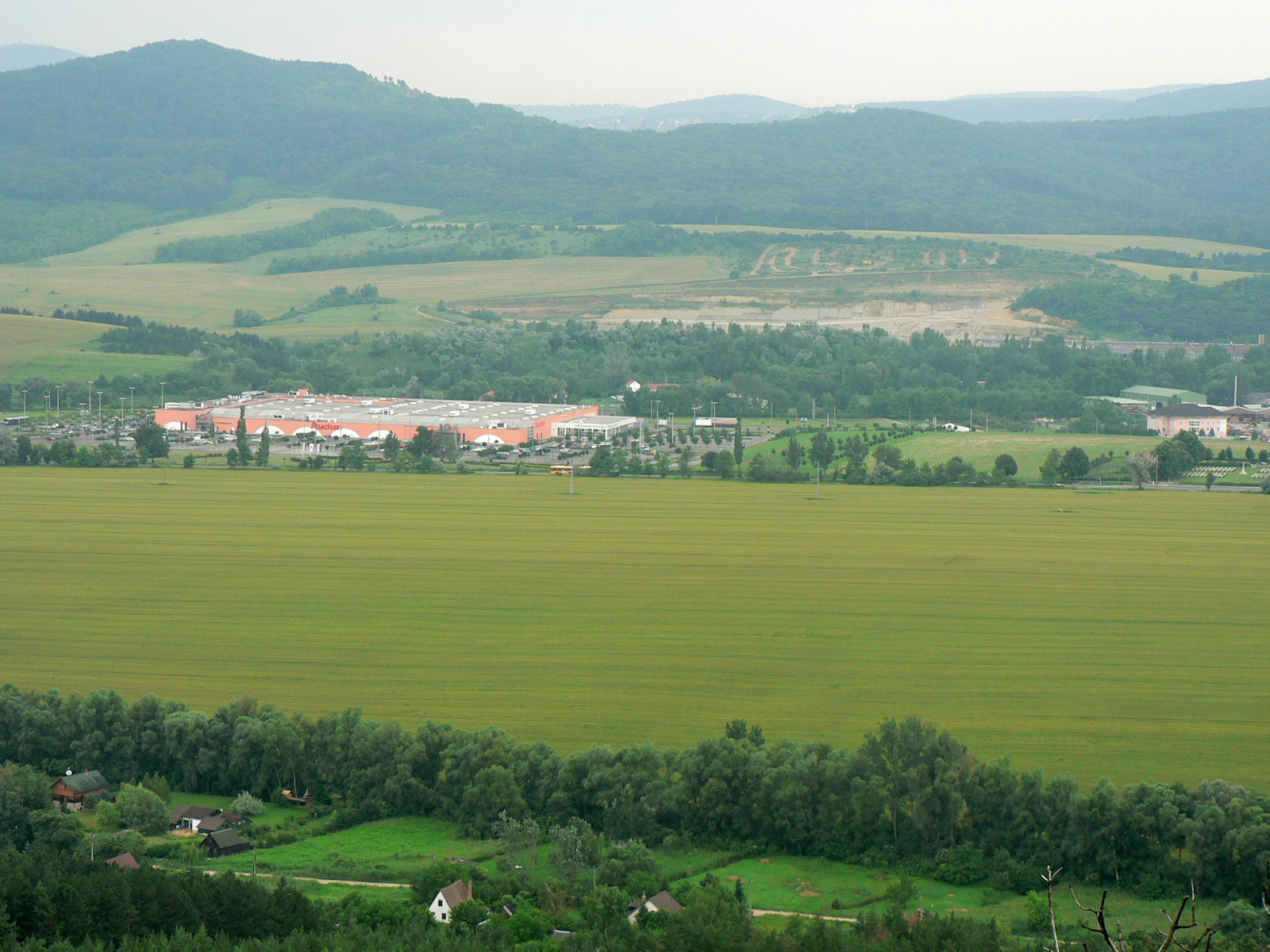
Kilátás dél felé, előtérben a solymári Auchan áruház, jobb szélen a brit katonai temető, háttérben balra a pesthidegkúti Kálvária-hegy
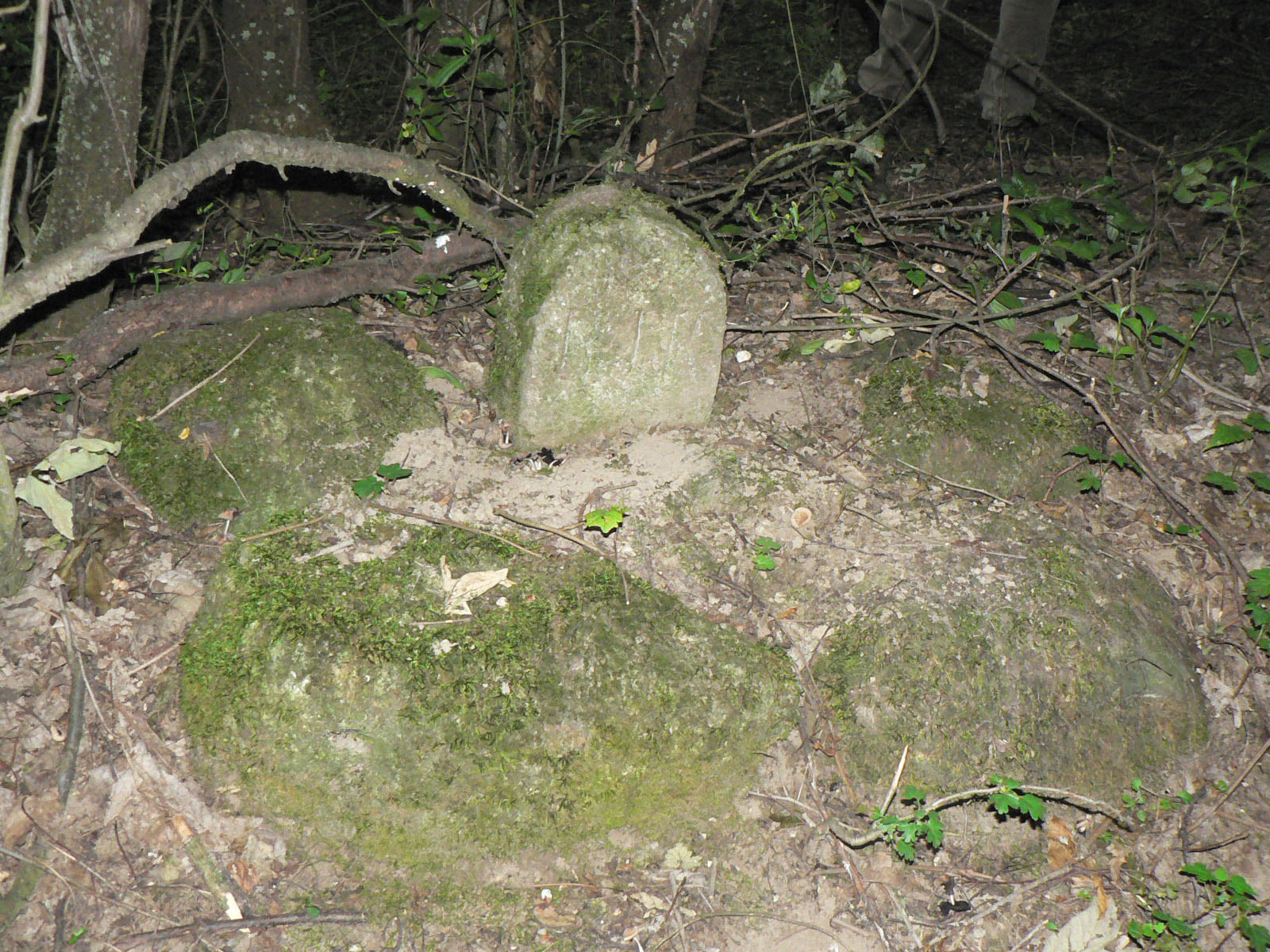
Feltehetőleg egykori birtokhatárt jelölő régi kő a Fehér-hegyen
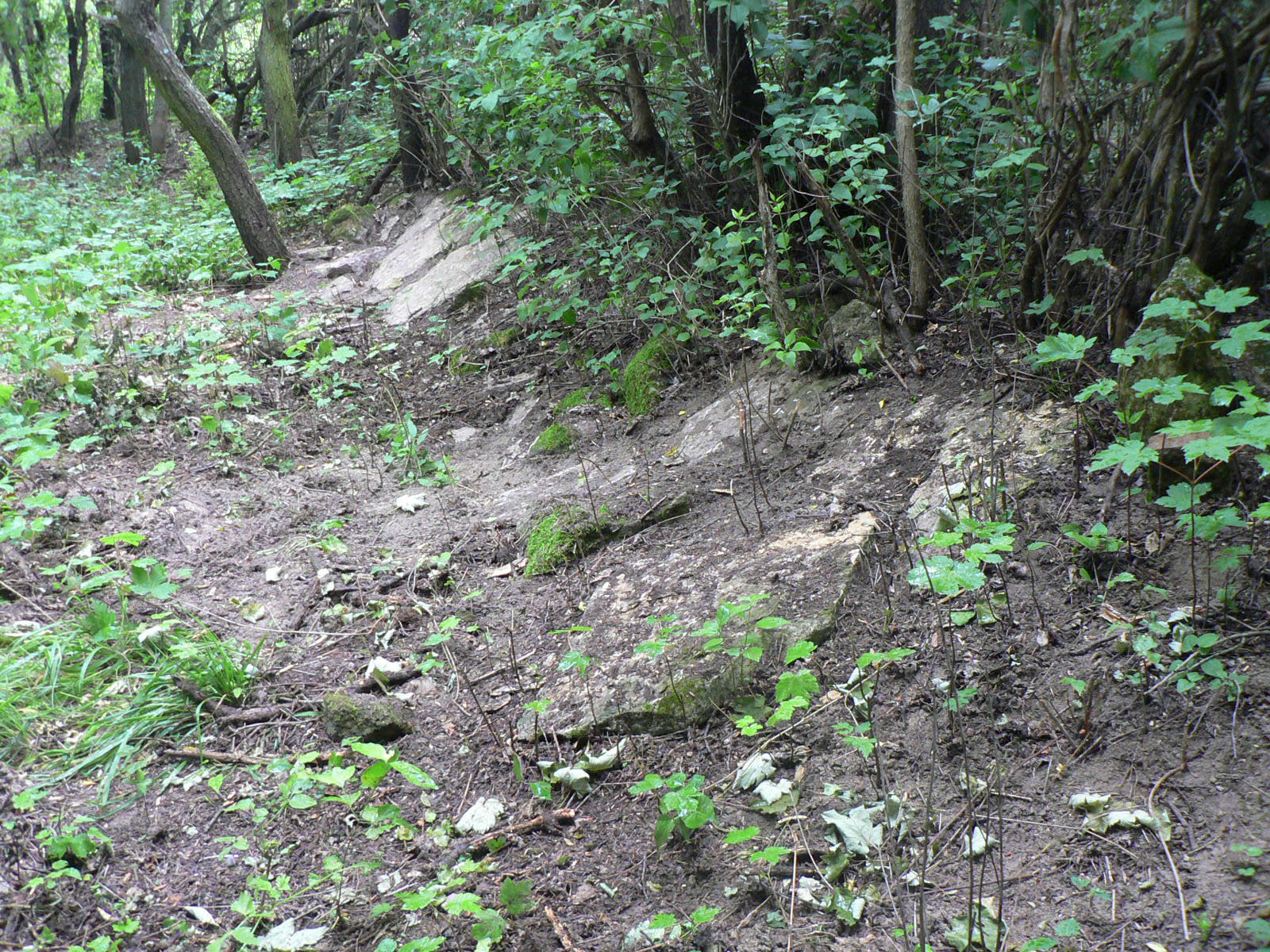
Furcsán egymás mellé rendeződött vagy rendezett lapos kövek a hegy csúcsa közelében
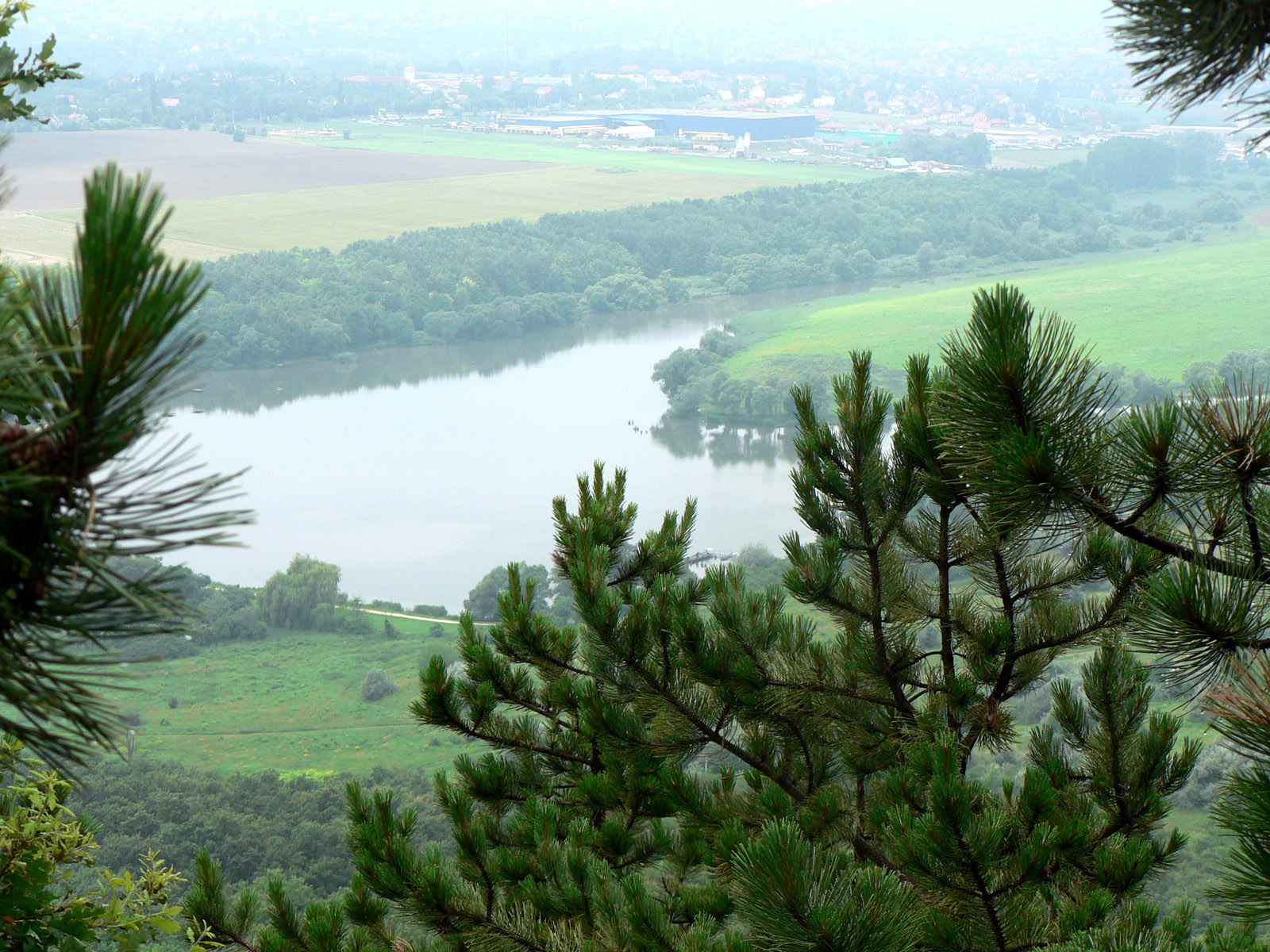
A Határréti-víztározó a Fehér-hegyről